# 都上英二・東喜美江

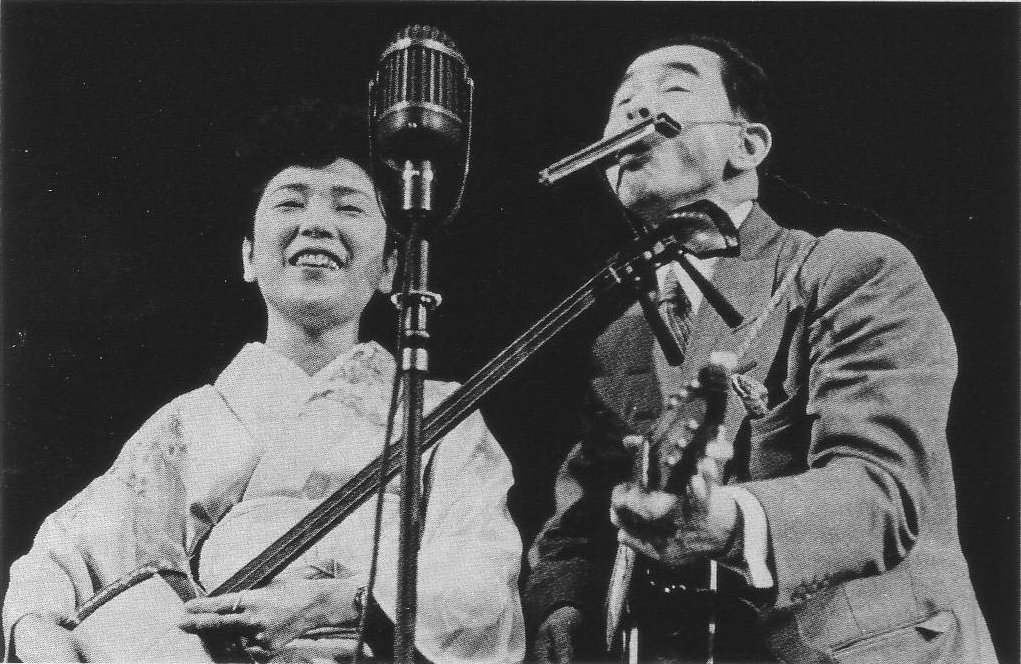
都上英二・東喜美江（1955年）

都上 英二・東 喜美江（とがみ えいじ・あずま きみえ）は、昭和期に活躍した夫婦音曲漫才コンビ。初代喜美江が没した後、初代の弟子だった東和子と1964年に結婚を機にコンビ結成し二代目喜美江を名乗らせた。生前は落語協会所属。
東喜代駒の弟子、八代目桂文楽（「黒門町」）の一門（色物として）でもあった。

## 来歴
まだ東京で漫才が寄席などで浸透していない戦後間もない時代から看板として活躍。英二は大空ヒットと「青空クリーン・大空ヒット」で活動。恋仲であったかしまし娘の両親の一座に在籍しかしまし娘の家庭教師をしていた女性がそのまま芸人になり東家茶目子で一座で漫才師になった、後に初代喜美江を名乗らせ相方にしたことでコンビが生まれた。
漫才は東喜美江が主導権を握り都上英二がギターを持ちハーモニカを首から掛けており、ゴム紐で吊るしてあった。吹くときは耳にかけ吹いていた。
テーマ曲は「君と一緒に歌の旅〜、唄えば楽しユートピア〜、昨日も今日も朗らかに〜、陽気な歌の二人旅〜、ギターを弾こうよ三味弾こよ、弾けば一人で歌が出る〜」。ただし、これは初代コンビのもので、二代目コンビの時には曲を変えていた。原曲は『バンジョーで唄えば』(藤浦洸作詩・服部良一作曲)｡
十八番は「歌と笑いで旅姿」。サゲ直前に喜美江が「祇園小唄」を三味線を弾きながら唄い、英二はハーモニカを奏でギターを弾いていた。時折鼻でハーモニカを奏で歌を唄ったりもした。
初代喜美江を37歳という若さで失ったあとも、二代目喜美江に再婚相手の東和子を迎え、英二が死去する1979年までコンビは続いた。

## メンバー
都上英二（1914年12月1日 - 1979年11月14日）
福岡の生まれ、師匠は東京漫才の祖と言われた東喜代駒。元は大阪や地方を廻る端席の芸人。大阪にいたときに寄席の手見せで偶然に大空ヒットと出会い意気投合し「青空クリーン・大空ヒット」を結成。のちにかしまし娘の両親の一座に在籍、またこの一座ではかしまし娘の正司歌江とのコンビを組んで歌江にみっちり歌、三味線などの芸を仕込んだ。かしましのテーマ曲「ウチら陽気なかしまし娘 誰が言ったか知らないが 女三人寄ったら かしましいとは愉快だね」の作曲者でもある。漫才協会（当時の名は漫才研究会）2代目会長、浅草松竹演芸場を演芸場としてスタートさせるなど政治的手腕も発揮。本名は股村太三夫。
芸名の由来はかしまし娘の両親の一座にいたころに「都（東京）に上がって（芸で）優れる」ようにという思いから名付けた。「二」の漢字は大空ヒットの弟分ということでこの字をあてた。
初代東喜美江（1926年1月6日 - 1962年10月14日）
本名は股村喜美江。両親は東若丸・君子。民謡、三味線の堪能な人物だった。コンビを組む前は芸名を東家茶目子といい、3歳の時にかしまし娘の両親の一座で初舞台を踏む、当時は高座にテーブルを置きその上に座布団で正座し、都々逸や歌や踊りを踊り人気だった。着物姿であった。1962年に肝硬変で東大病院で死去。
2代目東喜美江（1928年 - 1985年8月23日）
初代の弟子、本名は股村和（旧姓:塚田）。1949年に東和子の名で西〆子と組んで人気者だった。1964年に都上英二と結婚、2代目東喜美江と名乗る。着物姿で、先代と違い、エレキギターを持って舞台に立った。大柄であった。都上英二没後は元・さえずり姉妹の相原ひと美とコンビを組んだ（1980年 - 1982年）が、1983年3月からは再度西〆子と組んだ。

## CD
- 東京漫才傑作集 ベスト4（ファッションモデル、2005年）
- 爆笑! 東西傑作漫才集（ファッションモデル、2007年）
- 芸能全集<SP盤復刻>(漫才編)（唄と笑いで旅姿、2008年8月）
- 歌江草紙 唄の旅（歌の旅、お笑い仲乗り新三、2011年）

## 映画
- 母人形（大映、1951年）
- 泣き笑い地獄極楽（大映、1955年）

## 註
1. ↑  中野忠晴の「バンジョーで唄えば」の替え歌である。
2. ↑  「英」という字は「すぐれている」という意味がある。